# 小行星9469
小行星9469（英語：9469 Shashank）是一颗围绕太阳公转的小行星。1998年6月24日，林肯近地小行星研究小组在索科罗发现了此天体。
这颗小行星的绝对星等为78.58572等。